# Науа
Науа са етническа група, която населява предимно източните, централни, югозападни и югоизточни територии на Република Мексико.
Под наименованието науа се отнасят още подгрупите читонахуа, морунахуа, чандинахуа, максонахуа или т.нар. още кухаренъо, живеещи изолирано във високите части на планините.
В много райони представители на науа са наричани с различни имена – „шарас“, „раркенауа“, „ябашта“.
В началото на 1990-те години техният брой е приблизително 1,2 млн. души.

## Социална организация и племенно устройство
Основна социална единица при науа е семейството – ядро на всяка общност, в основата на която е т.нар. „домашна група“. Домашната група интегрира всички членове на фамилията и ги приобщава в дейностите, свързани с препитанието. В зависимост от работата се извършва деление по възраст и пол.
Особено важен момент в социалната организация при науа е практикуването на т.нар. „manovuelta“ (взаимна помощ) при мъжете за трудовите дела. При жените също е характерна „manovuelta“, но в приготовленията за празниците, в които се канят роднини, приближени и приятели, за да помогнат в приготвянето на храната.

## Физически тип
Физическият тип на науа наподобява в голяма степен физическите типове на повечето индиански народи в Мексико и целият район като цяло.
Те се характеризират със светлокафява кожа, ръст, достигащ не повече от 170 – 175 см, тъмни коси и очи. Особено характерни са големите леко сплеснати носове.

## Език
Езикът на науа – науатъл (nahuatl) принадлежи според повечето автори към лингвистичната група юто-нахуа на ацтеко-тоноанско езиково семейство. Историческите извори дават различен произход на езика и съществуват единствено хипотези как е възникнал той.
Името на езика произлиза от глагола „nahuati“ – „говоря високо“. Науатъл означава също „звучен“. Нарича се още „науа“, „наоа“, науайи“, „мешика“ и „масеуайи“.
Говорещите науатъл пристигат в местността Вале де Мехико в средата на първото хилядолетие пр. Хр. Първите науа говорят диалекта науат (nahuat), при който вместо съчетанието tl, присъства единствено t. Серия от миграции на югоизток оставя следи от този диалект в южните части на щата Веракрус, както и в отделни територии на Централна Америка.
През 900 г. една нова вълна от имигранти, говорещи науатъл, прониква по териториите на големите цивилизации в Мезоамерика. Възможно е науатъл да е бил езикът или един от езиците на огромния град, намирал се в Теотиуакан, а по-късно и в империята на толтеките.
Езикът се говори от повече от 1 млн. души в Централно Мексико.

### Писменост
Един от най-големите културни остатъци от древните представители на науа е регистърът с текстове от книги. Тези книги, които днес се наричат „codices“, са били направени от фина еленска кожа или хартия, като били копирани върху паравани. В тях се намира първата писменост на науа
Най-общо писмеността на науа може да се определи като съвкупност и единство от пиктографски, идеографски и фонетични елементи.

## Космогония и религия
Виждането на науа за вселената е базирано на принципа на двойствеността. С този принцип се обяснява многообразието на космоса, неговите закони и движение. Елементите, които съпоставят земния свят и свръхестественото, са възприети именно от тази гледна точка. Търси се връзката между противоречия като студ – топлина, ден – нощ, мъж – жена, горе – долу, раждане – смърт. Това разделение се възприема като организиращ и регулиращ принцип на тяхната вселена. Съхраняването и почитането на космичните закони се осъществява чрез ритуали и приношения на специални места и в определени случаи.
Природата притежава свръхестествена сила и се разглежда като пазителка на космичните сили и силите на боговете, които ги закрилят. Земята, изворът на живота, е считана едновременно за мъжко и женско начало. Нейният най-важен плод е царевицата, която се асоциира с мъжа, защото между тях съществува аналогия по отношение на техния жизнен цикъл. За царевицата се полагат особени грижи и защита, като тя е важна част от повечето ритуални практики. Слънцето, първото небесно божество, е това, което дарява живот.

## Традиции

### Носия и облекло
В действителност традиционното облекло се облича единствено по време на празници или по-специални случаи. Дрехите на мъжа се състоят от типичен къс панталон, риза, пояс, най-често червен, омотан около кръста. Жените са облечени в бродирани с цветя бели блузи, чинкуете (вид рокля) с многоцветен колан и често полагат на главите си красиви шалове. Типични за науа са сандали, ушити от здрави конопени конци.
Косите на жените са винаги прибрани, вързани на плитка или кок, често украсени с цветя или малки бели мъниста.
Тази част от населението, които все още живеят в първобитни селища по високите части на планините, носят традиционните индиански облекла, ушити от кожи с прикрепени разноцветни дървени мъниста. Често предвид по-студения климат, слагат дълги наметала с процеп за главата.

### Здраве и медицина
Науа вярват, че всяка болест и неразположение са провокирани от нарушение в природата или от неспазване на природните закони. „Знахарите“, мъже или жени, могат да излекуват всеки болен посредством прилагането на определени терапии, лечебни растения или чрез магия и заклинания. Те вярват, че познават закона на вселената, а възстановяване здравето на едно човешко същество е свързано с „възстановяване“ нарушенията в природните закономерности.
Повечето видове лечения, които се прилагат при болести, са предавани от поколения на поколения.

### Традиционна кухня
При приготовленията на храната науа се стремят да използват всичко, което природата им е дала, цялото ѝ богатство.
Храната е изключително разнообразна и приготвена предимно от растителни продукти. Според Едуардо Ернандес типичната кухня на науа се базира на хранителни продукти като царевица, фасул, чили и грах. Това от своя страна е свързано с районите, в които живеят, и културите, които отглеждат.

## Поминък
Основните занаяти, с които се занимават науа, са текстил, кошничарство, керамика, рисуване върху хартия, направена от смокиново дърво. В Буенависта де Куийар населението изработва различни продукти от кожа.
Жените са тези, които се занимават с шиенето на дрехи, грънчарство и керамика. Всяка една ушита дреха е фино бродирана. Всяка бродерия разкрива разнообразни и многоцветни геометрични и флорестични елементи.
Керамичните предмети намират приложение както в дома и бита на населението, така и във всички ритуали, жертвоприношения, празници.
Части от стила и формите в изкуството на науа могат да се видят в Музея на изкуствата към Принстънския университет (Princeton University Art Museum). Различните фигури и изработени изображения са били вдъхновени от глината и от това че тя е продукт на природата. С оглед на голяма прецизност, с която са изработвали лицата на богове, изкуствоведите оценяват голямата тежест на изкуството на науа.

## Връзки с други етнически групи
- В района на Бокасиера от векове науа съжителстват с тотонако, отомие и тепехуа.
- В щата Гереро науа съжителстват още с микстеки, тлапенеки и амусги, локализирани предимно в планината или по брега.
- В повечето от районите науа доминират сред останалите групи. Има територии, в които делът на науа е най-нисък, но с годините се е извършил процес на асимилация на езика и въпреки този малък процент на това население, повече от 70% от всички групи в района говорят науатъл.